# División «San Marcial»
La División «San Marcial», es una división del Ejército de Tierra de España integrada en la Fuerza Terrestre, junto con la División «Castillejos» y otros mandos y unidades. La división encuadra tres brigadas orgánicas polivalentes equipadas con carros de combate. La división, que reemplaza al Mando de Fuerzas Pesadas, fue creada como consecuencia de la reorganización de las Fuerzas Armadas por Orden Ministerial 8/2015 de 22 de enero, y se constituyó oficialmente el 1 de enero de 2017.

## Introducción
La División «San Marcial» se creó como parte de la reorganización de las Fuerzas Armadas españolas que tuvo como fin racionalizar su estructura para modernizarla y adaptarla a los nuevos retos globales y tecnológicos. La nueva división incorpora las unidades previamente integradas en el Mando de Fuerzas Pesadas, reforzadas con unidades de infantería ligera y de montaña provenientes de las desaparecidas Jefatura de Tropas de Montaña «Aragón» y Brigada «San Marcial», heredando el nombre de esta última. La nueva división tiene como cometido principal la generación de las fuerzas operativas necesarias para ejecutar las misiones que le sean encomendadas. Para ello su Cuartel General se encarga del mando y de la preparación de las unidades de la división, y podrá también funcionar como cuartel general de una fuerza multinacional. La división integra brigadas polivalentes que han sido diseñadas para que sean adaptables y capaces de afrontar misiones de todo tipo, desde de la asistencia humanitaria a conflictos armados de distinta intensidad, en distintos entornos y con distintos tiempos de respuesta. La división puede generar agrupaciones de combate tanto acorazadas, como aerotransportables, como de montaña. Sus tres brigadas le permiten establecer un ciclo de preparación, disponibilidad, y descanso en la generación de las fuerzas necesarias para cumplir tanto con compromisos internacionales como con la misión fundamental de defensa del territorio nacional.

## Antecedentes

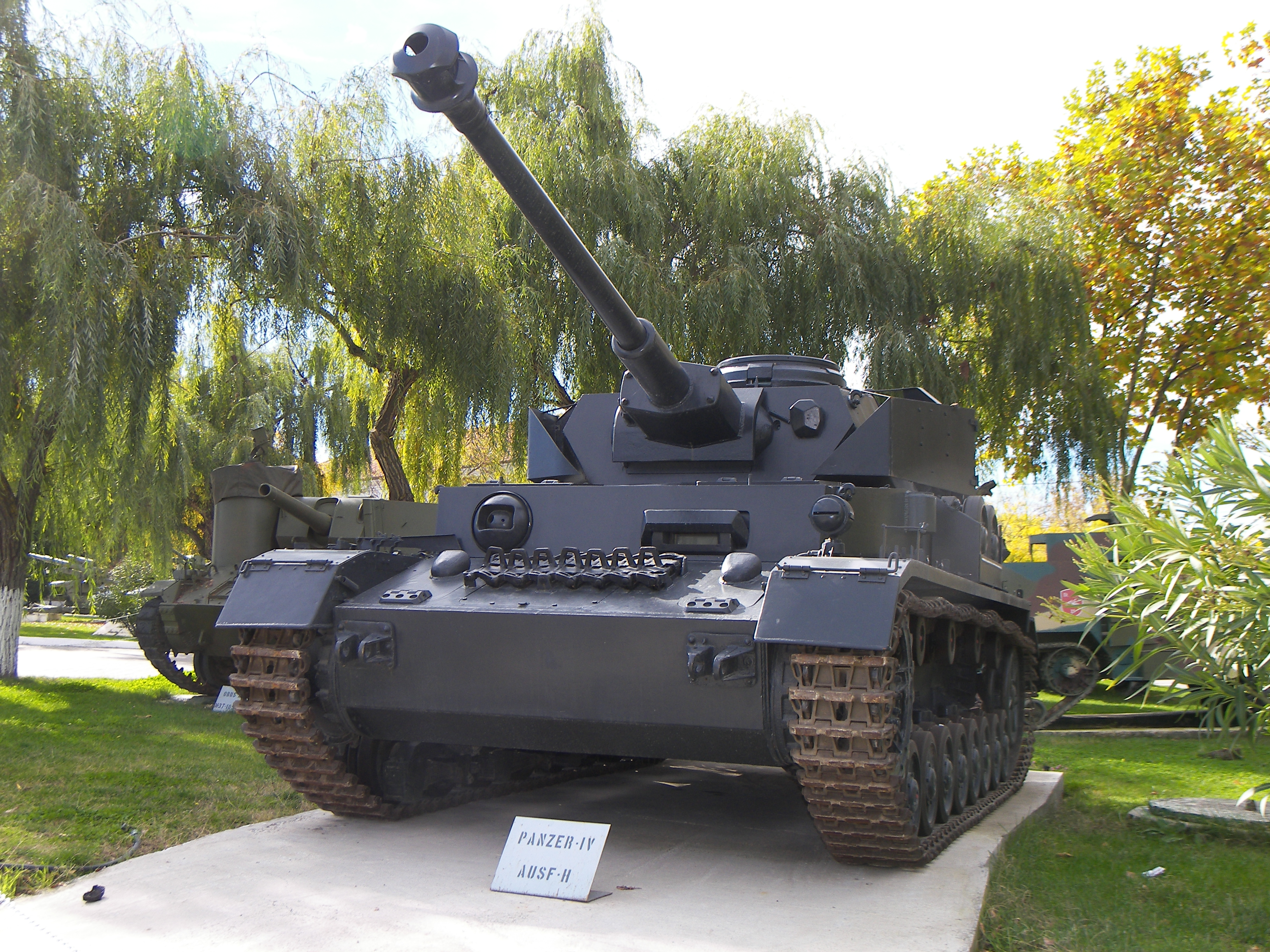
El carro Panzer IV, representado en el escudo de la división, fue adquirido por España en 1943, el mismo año en que se fundó la División Acorazada. Se retiró de servicio un vez que se adquirieron materiales más modernos procedentes de la ayuda estadounidense.

La División «San Marcial» hereda el nombre de la Brigada de Infantería Ligera «San Marcial» V, disuelta en 2016, que a su vez heredó su denominación del ilustre Regimiento de Infantería «San Marcial», disuelto en 1985. El Regimiento «San Marcial» fue inicialmente creado como el Regimiento de Cazadores Voluntarios de la Corona n.º 4 el 20 de febrero de 1795, durante la Guerra del Rosellón. El regimiento se distinguió en la Batalla de Trafalgar en 1805, donde se ganó las anclas que figuraban en su emblema. También se distinguió en la Batalla de San Marcial, en las últimas etapas de la Guerra de la Independencia, en la que el Cuarto Ejército español derrotó a un ejército francés. Por ese motivo el regimiento fue renombrado «San Marcial» en 1815.
La División «San Marcial» es también heredera de una serie de unidades de carros y acorazadas que comienza en 1922, cuando se creó la primera Batería de Carros de Asalto de Artillería. En 1931 se crearon dos Regimientos de Carros, el n.º 1 en Madrid y el n.º 2 en Zaragoza. Estos regimientos fueron el embrión de las fuerzas acorazadas de los dos bandos de la Guerra Civil Española. En el bando republicano se formó en 1936 la primera gran unidad acorazada española, la Brigada de Carros de Combate, y en 1937 la primera división acorazada española, la División de Ingenios Blindados. El bando sublevado solo formó pequeñas unidades de carros, no mayores que una agrupación. Después de la guerra el victorioso régimen franquista ordenó la creación de cinco Regimientos de Carros de Combate, equipados tanto con los carros que los aliados italianos y alemanes habían suministrado al bando sublevado, como con los carros soviéticos capturados durante y tras acabar la guerra. En 1943 dos de estos regimientos –el n.º 1 y n.º 2, luego llamados «Alcázar de Toledo» n.º 61 y «Brunete» n.º 62, respectivamente– fueron encuadrados en la entonces creada División Acorazada n.º 1, que en 1961 pasaría a ser llamada División Acorazada «Brunete». La división fue reorganizada en 1965, pasando a estar formada por dos brigadas –una acorazada y otra mecanizada– y otras unidades divisionarias. En 1996 la división incorporó otra brigada mecanizada y fue renombrada División Mecanizada «Brunete» n.º 1. En 2006 la división fue reemplazada por el Mando de las Fuerzas Pesadas, al que le fue añadido una brigada y un regimiento de caballería. Con la reforma iniciada en 2015 se recupera la estructura divisionaria, ahora con la denominación División «San Marcial», con la nueva división encuadrando cuatro brigadas orgánicas polivalentes «de cadenas», de composición similar, aunque no idéntica.
Finalmente, la división también hereda las tradiciones de las unidades de montaña españolas, al incorporar en sus brigadas algunos de los regimientos que tenían esa especialización, y al preservar en cada una de sus brigadas la capacidad de crear agrupamientos tácticos de montaña.

## Unidades

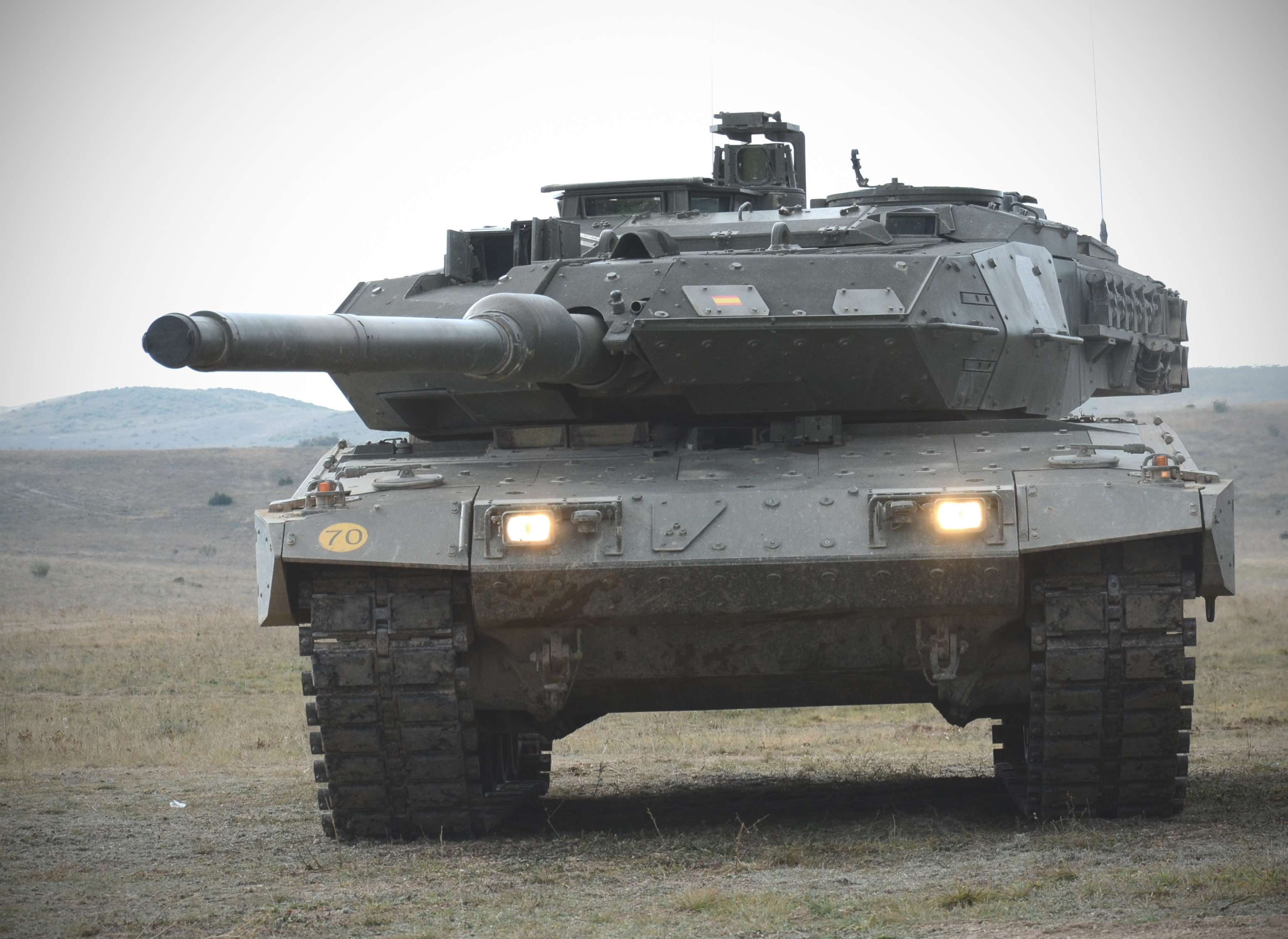
Carro de combate Leopardo 2E

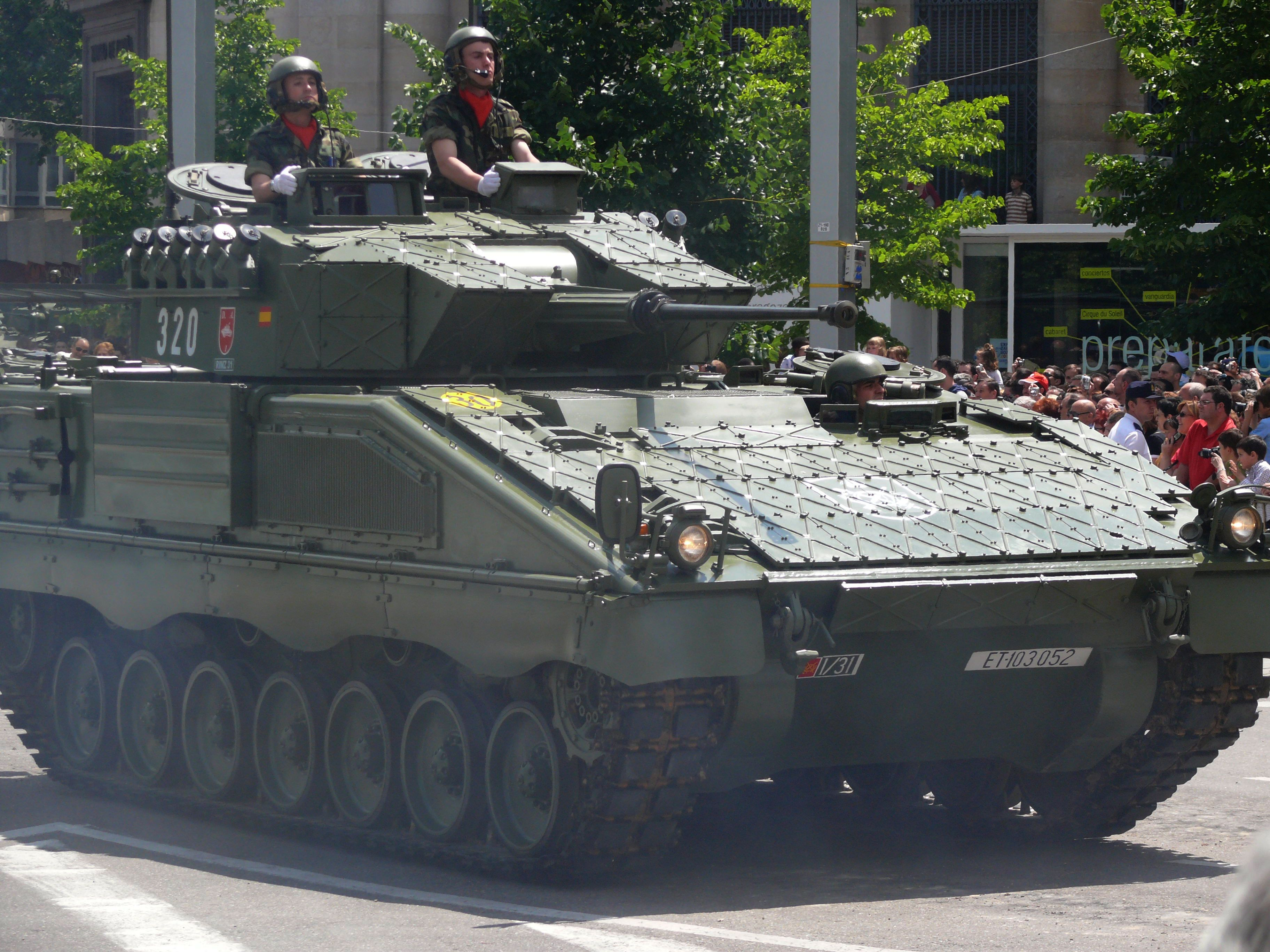
Vehículo de combate de infantería Pizarro

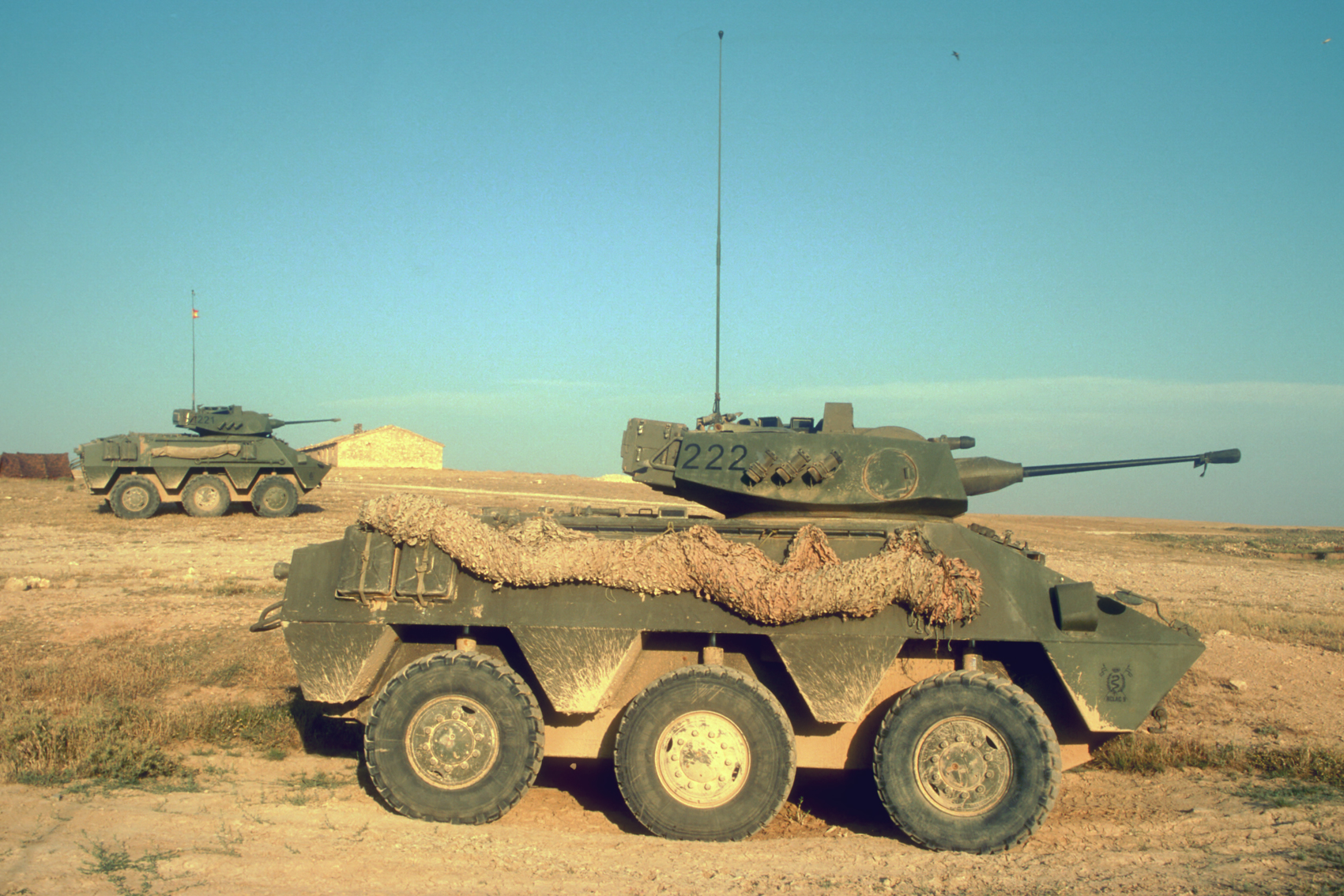
Vehículos de exploración de caballería VEC

- Cuartel General
  -  Batallón de Cuartel General
- Brigada «Almogávares» VI de Paracaidistas
- Fuerzas Aeromóviles del Ejército de Tierra
- Mando de Tropas de Montaña
- Mando de Operaciones Especiales
- Regimiento de Operaciones de Información n.º 1

## Organización y equipamiento
Las tres brigadas encuadradas en la División «San Marcial» cuentan con cinco unidades de maniobra: cuatro batallones de infantería –uno de ellos de carros de combate– y un grupo de caballería. Cada uno de los cinco elementos de maniobra de la brigada tendrá una tabla de organización y equipo distinta:
- Batallón de Infantería de Carros de Combate: equipado con tres compañías de carros de combate Leopard 2E.
- Batallón de Infantería Mecanizada: su vehículo principal es el vehículo combate de infantería Pizarro.
- Batallón de Infantería Protegida: su dotación incluirá transportes oruga como el M-113.
- Batallón de Infantería Ligera: usará vehículos ligeros como el VAMTAC. Una de sus compañías se especializará en combate de montaña.
- Grupo de Caballería Acorazada: usará carros de combate Leopard 2E y vehículos de exploración de caballería VEC-M1.

El Regimiento o Grupo de Artillería de cada brigada estará equipado con dos baterías de obuses autopropulsados de 155 mm M-109 A5E, una batería de cañones remolcados aerotransportables de 105 mm L-118/L-119 y una batería de misiles antiaéreos Mistral.
Los Batallones de Zapadores de las brigadas incluirán tanto medios de cadenas como ligeros, para poder apoyar operaciones en distintos escenarios, desde acciones acorazadas a operaciones de montaña.

## Despliegue
Las unidades de la división están desplegadas en siete provincias de seis comunidades autónomas peninsulares. El Cuartel General de la división se encuentra en Burgos. Las unidades de las brigadas se encuentran normalmente en la misma localidad que sus respectivos Cuarteles Generales, con las excepciones notadas:
- Brigada «Guzmán el Bueno» X: Cuartel General en Cerro Muriano (Córdoba), con el Regimiento de Infantería «Garellano» n.º 45  en Munguía (Vizcaya).
- Brigada «Extremadura» XI: Cuartel General en Badajoz, con el Regimiento de Infantería «Tercio Viejo de Sicilia» n.º 67 en San Sebastián (Guipúzcoa).
- Brigada «Guadarrama» XII: Cuartel General en Madrid, con el Regimiento de Infantería «Barcelona» n.º 63 en Barcelona.